# Echeta trinotata
Echeta trinotata är en fjärilsart som beskrevs av Gottfried Christian Reich 1933. Echeta trinotata ingår i släktet Echeta och familjen björnspinnare. Inga underarter finns listade i Catalogue of Life.